# The Canberra Times
The Canberra Times est un journal australien fondé en 1926 par Arthur Shakespere. Le journal a été largement salué pour son absence de sympathies politiques, que ce soit pour la gauche ou la droite, et son impartialité.
The Canberra Times fut le deuxième quotidien lancé à Canberra, le premier étant The Federal capital pioneer. Il changea plusieurs fois de mains, tout en parvenant à conserver sa ligne éditoriale neutre, pour être finalement racheté par la Rural Press Limited en 1998. Le journal fut mis en ligne le 31 mars 1997.

Geoff Pryor réalise souvent des caricatures politiques pour The Canberra Times.
Depuis quelques années[Quand ?], c'est le cartoonist David Pope qui est le caricaturiste politique attitré du Canberra Times.